# Lou Christie

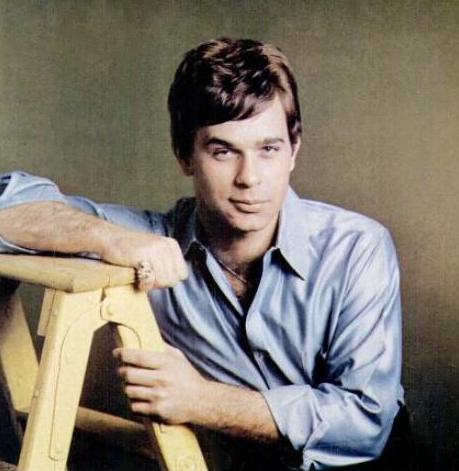
Lou Christie

Lou Christie (* 19. Februar 1943 als Lugee Alfredo Giovanni Sacco in Glenwillard, Pennsylvania; † 18. Juni 2025 in Pittsburgh, Pennsylvania) war ein US-amerikanischer Sänger und Songwriter, der vornehmlich in den 1960er-Jahren sehr erfolgreich war.

## Leben und Wirken
Er begann seine Karriere zunächst in der Band „Classics“, um dann 1961 „Lugee & The Lions“ zu gründen. Große Erfolge waren damit jedoch nicht zu verzeichnen. Der Erfolg kam erst unter dem Namen „Lou Christie“ und erreichte 1966 seinen Höhepunkt mit dem Titel „Lightnin' Strikes“ und Platz 1 der US-Charts.
In den frühen 1970er-Jahren bekam er große Drogenprobleme. Nachdem er in London eine Entziehungskur gemacht hatte, arbeitete er u. a. auf einer Bohrinsel oder als Cowboy – Hauptsache es waren Jobs, die mit Musik nichts zu tun hatten. In den späten 1970er-Jahren kam er dann nach New York und arbeitete als Background-Sänger. Außerdem trat er regelmäßig in Rock-’n’-Roll-Revival-Shows auf.
1981 schloss er sich der Formation „Cantina Band“ an, die mit einem Beach-Boys-Medley einen mittelmäßigen Erfolg in den USA hatten. Seit den 1990er-Jahren trat er verstärkt in Europa bei Oldiefestivals auf.

## Tod
Christie starb am 18. Juni 2025 im Alter von 82 Jahren.

## Diskografie

### Alben
| Jahr | Titel             | Höchstplatzierung, Gesamtwochen, AuszeichnungChartplatzierungen (Jahr, Titel, Platzierungen, Wochen, Auszeichnungen, Anmerkungen) | Höchstplatzierung, Gesamtwochen, AuszeichnungChartplatzierungen (Jahr, Titel, Platzierungen, Wochen, Auszeichnungen, Anmerkungen) | Höchstplatzierung, Gesamtwochen, AuszeichnungChartplatzierungen (Jahr, Titel, Platzierungen, Wochen, Auszeichnungen, Anmerkungen) | Anmerkungen |
| Jahr | Titel             | DE | UK | US | Anmerkungen |
| ---- | ----------------- | --- | --- | --- | ----------- |
| 1963 | Lou Christie      | — | — | US124 (6 Wo.)US |             |
| 1966 | Lightnin’ Strikes | — | — | US103 (14 Wo.)US |             |

Weitere Alben
- 1966: Strikes Back
- 1966: Lou Christie Strikes Again
- 1966: Painter Of Hits
- 1969: I’m Gonna Make You Mine
- 1971: Paint America Love
- 1974: Lou Christie
- 1982: Lou Christie Does Detroit!
- 1997: Pledging My Love

### Singles
| Jahr | Titel Album                                           | Höchstplatzierung, Gesamtwochen, AuszeichnungChartplatzierungen (Jahr, Titel, Album, Platzierungen, Wochen, Auszeichnungen, Anmerkungen) | Höchstplatzierung, Gesamtwochen, AuszeichnungChartplatzierungen (Jahr, Titel, Album, Platzierungen, Wochen, Auszeichnungen, Anmerkungen) | Höchstplatzierung, Gesamtwochen, AuszeichnungChartplatzierungen (Jahr, Titel, Album, Platzierungen, Wochen, Auszeichnungen, Anmerkungen) | Anmerkungen |
| Jahr | Titel Album                                           | DE | UK | US | Anmerkungen |
| ---- | ----------------------------------------------------- | --- | --- | --- | ----------- |
| 1963 | The Gypsy Cried Lou Christie                          | — | — | US24 (13 Wo.)US |             |
| 1963 | Two Faces Have I Lou Christie                         | — | — | US6 (15 Wo.)US |             |
| 1963 | How Many Teardrops Lou Christie                       | — | — | US46 (5 Wo.)US |             |
| 1965 | Lightning Strikes Lightnin’ Strikes                   | — | UK11 (8 Wo.)UK | US1 Gold · (15 Wo.)US |             |
| 1966 | Outside The Gates Of Heaven Strikes Back              | — | — | US45 (8 Wo.)US |             |
| 1966 | Big Time Lou Christie Strikes Again                   | — | — | US95 (1 Wo.)US |             |
| 1966 | Rhapsody In The Rain Painter Of Hits                  | — | UK37 (2 Wo.)UK | US16 (8 Wo.)US |             |
| 1966 | Painter Painter Of Hits                               | — | — | US81 (5 Wo.)US |             |
| 1967 | Shake Hands And Walk Away Cryin’ –                    | — | — | US95 (2 Wo.)US |             |
| 1969 | I’m Gonna Make You Mine                               | DE29 (2 Wo.)DE | UK2 (17 Wo.)UK | US10 (12 Wo.)US |             |
| 1969 | Are You Getting Any Sunshine? I’m Gonna Make You Mine | — | — | US73 (4 Wo.)US |             |
| 1969 | She Sold Me Magic I’m Gonna Make You Mine             | — | UK25 (8 Wo.)UK | — |             |
| 1974 | Beyond The Blue Horizon Lou Christie (1974)           | — | — | US80 (10 Wo.)US |             |